# ألان روبر
ألان روبر (بالإنجليزية: Alan Roper)‏ هو لاعب كرة قدم بريطاني في مركز الدفاع، ولد في 21 مايو 1939. لعب مع نادي والسول ووولفرهامبتون واندررز.